# بیلی نات
بیلی نات (انگلیسی: Billy Knott؛ زادهٔ ۲۸ نوامبر ۱۹۹۲) بازیکن فوتبال اهل بریتانیا است.
از باشگاه‌هایی که در آن بازی کرده‌است می‌توان به باشگاه فوتبال ساندرلند، باشگاه فوتبال ووکینگ، باشگاه فوتبال ای‌اف‌سی ویمبلدون، باشگاه فوتبال وستهام یونایتد، باشگاه فوتبال پورت ویل، باشگاه فوتبال وایکام واندررز، و باشگاه فوتبال برادفورد سیتی اشاره کرد.
وی همچنین در تیم‌های ملی فوتبال England national under-16 football team، زیر ۱۷ سال انگلستان، و زیر ۲۰ سال انگلستان بازی کرده‌است.